# Silando
Silando is een bestuurslaag in het regentschap Tapanuli Utara van de provincie Noord-Sumatra, Indonesië. Silando telt 1157 inwoners (volkstelling 2010).